# Mane Tandilian
Mane Vaniaii Tandilian (în armeană Մանե Վանյայի Թանդիլյան; n. 3 aprilie 1978, Alaverdi, Republica Sovietică Socialistă Armeană, URSS) este o politiciană armeană.

## Biografie
Născută în orașul nordic Alaverdi, a absolvit Istoria la Universitatea Pedagogică de Stat din Armenia⁠(d) în 1999. Trei ani mai târziu, a absolvit Business la Universitatea Americană din Armenia⁠(d) și a obținut un masterat în administrarea afacerilor. În 2005 a fondat și a condus Consiliul armean al Mișcării Europene Internaționale. Este căsătorită și are doi copii.

## Carieră
Din 15 decembrie 2015 este membră a partidului Armenia Luminată⁠(d), iar la 22 decembrie 2017 a devenit secretar al consiliului partidului Armenia Luminată. La alegerile parlamentare din 2017 a fost aleasă în calitate de deputat în Adunarea Națională a celei de-a 6-a convocări pentru Alianța căii de ieșire.
La 11 mai 2018, după Revoluția de catifea, a fost numită ministru al muncii și afacerilor sociale al Armeniei. La 12 iunie 2018, împotriva introducerii de către guvern a componentei obligatorii a sistemului de pensii cumulative, ea a demisionat, dar prim-ministrul Pashinian, la 21 iunie 2018, nu i-a acceptat demisia și ea își va continua mandatul.
La 14 noiembrie 2018 a demisionat din funcția de ministru al Muncii și Afacerilor Sociale la 9 decembrie pentru a participa la alegerile parlamentare din 2018, obținând un loc în Adunarea Națională. În prezent, ea conduce partidul Țara Vieții⁠(d).